# 730 هـ
730 هـ هي سنة في التقويم الهجري امتدت مقابلةً في التقويم الميلادي بين سنتي 1329 و1330.

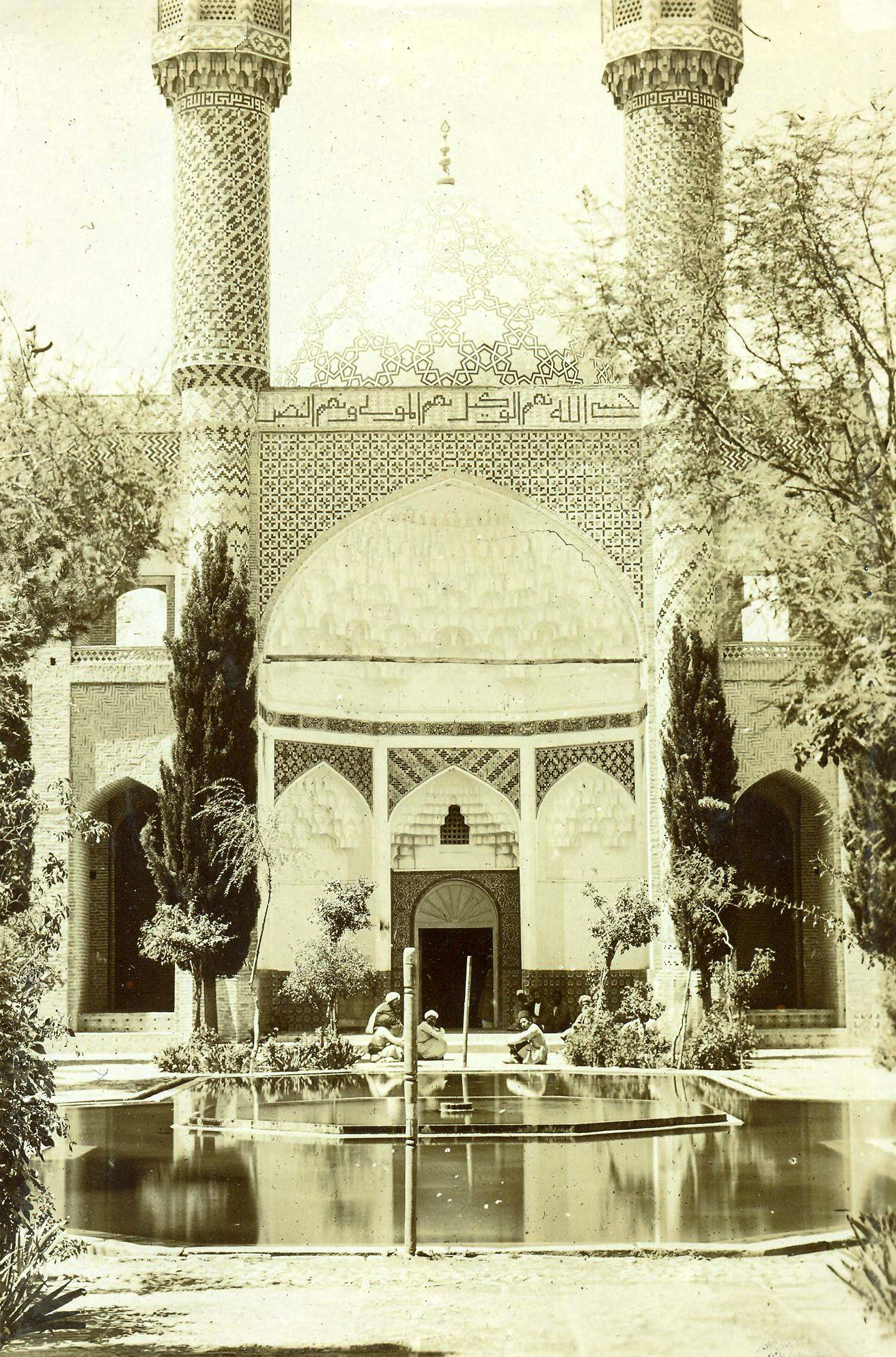
ضريح نعمة الله ولي

## مواليد
- نعمة الله ولي

## وفيات
- القاسم بن يوسف التجيبي
- عبد الرزاق الكاشاني
- علاء الدين البخاري
- نجم الدين محمود الشيرازي